# アセトンジカルボン酸
アセトンジカルボン酸(acetonedicarboxylic acid)または3-オキソグルタル酸(3-oxoglutaric acid)は、単純カルボン酸の一つで、有機ビルディングブロックとして使われ、市販もされている。

## 合成
硫酸によるクエン酸の脱炭酸と酸化によってワンポットで合成できる。